# کومهو تایر
کومهو تایر (به انگلیسی: Kumho Tire) شرکت تولید تایر می‌باشد که در گوانگجو در کره جنوبی واقع شده‌است. این شرکت در اکران، اوهایو نیز دارای کارخانه و دفتر مرکزی می‌باشد.

## عملیات‌های تولیدی

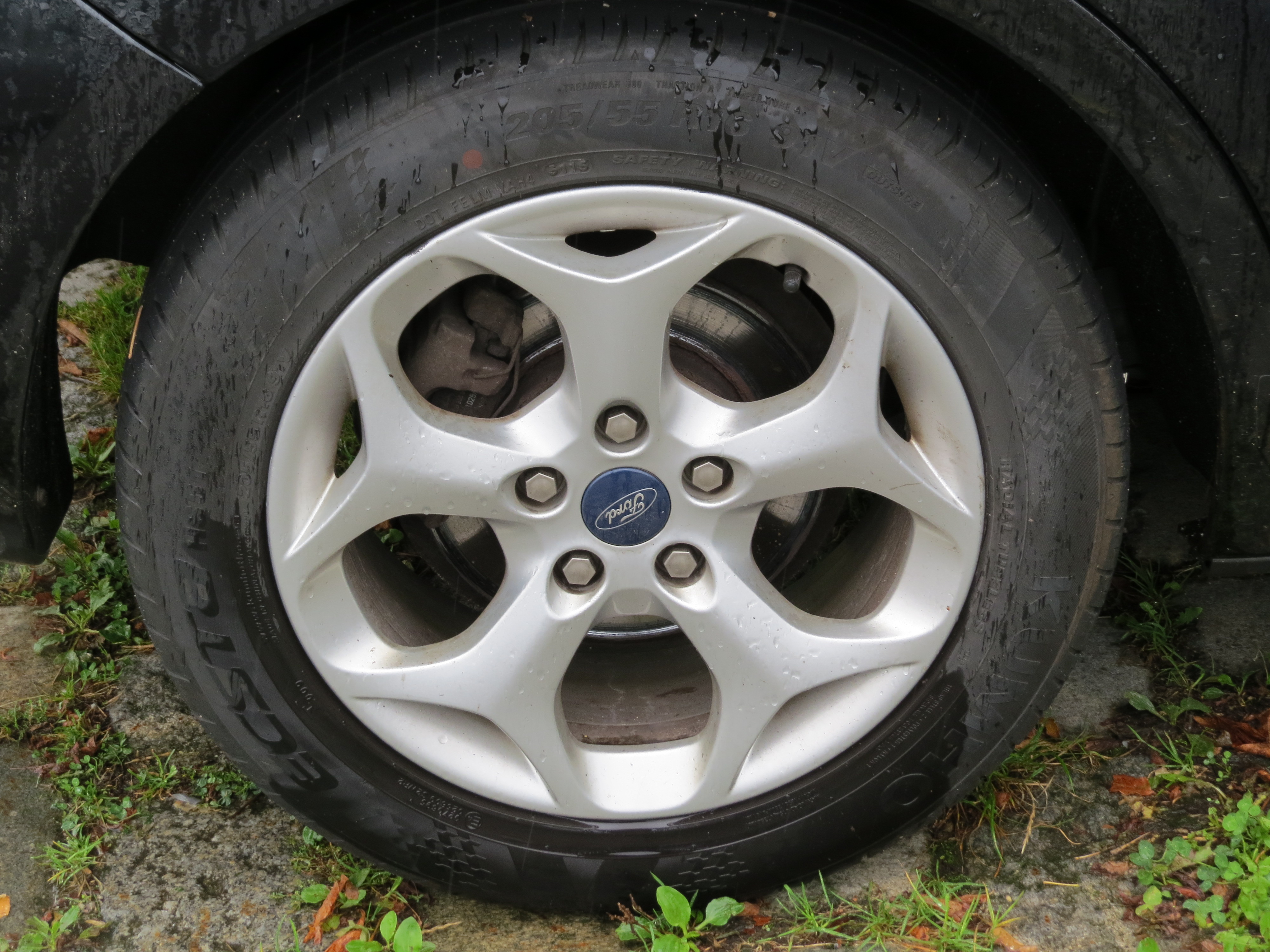
کومهو تایر

کومهو تایر یک مجموعه صنعتی chaebol، طیف کاملی از لاستیک‌ها را تحت برندهای Kumho, Marshal و Zetum تولید می‌کند.
کومهو تایر سه کارخانه تولیدی در کره جنوبی دارد: کارخانه Pyeongtaek، کارخانه Gokseong و کارخانه Gwangju که شامل مرکز تحقیق و توسعه است. سه کارخانه دیگر در چین وجود دارد: کارخانه تیانجین، کارخانه گاوکسین (در نانجینگ) و کارخانه چانگچون. همچنین یک پایگاه تولیدی در ویتنام در استان Binh Duong و یک پایگاه تولیدی دیگر در ایالات متحده (Macon، جورجیا) وجود دارد.
کومهو تایر، تایرهای خودرا را در سراسر جهان صادر می‌کند و دارای یک شبکه جهانی از سازمان‌های فروش است.
این مرکز دارای سه مرکز تحقیق و توسعه است که بزرگ‌ترین آنها در گوانگجو، کره جنوبی است. دو مرکز دیگر در آکرون، اوهایو و بیرمنگام، انگلستان هستند. اینها به ترتیب به بازارهای تایر ایالات متحده و اروپا خدمات می‌دهند. مراکز تحقیقاتی دیگر در بوخهولز (آلمان) و تیانجین (چین) قرار دارند.
کومهو تایر انگلستان (یکی از شرکت‌های تابعه Kumho Tire Co. , Inc.) در سال ۱۹۷۷ ایجاد شد. عملکردهای اداری در ساتون، ساری مستقر هستند و بخش بازاریابی از بیرمنگام اداره می‌شود.
در ۱۵ مارس ۲۰۱۱، تلویزیون مرکزی چین (CCTV) گزارش داد که بی نظمی‌های جدی در روند تولید تایر تایرهای Kumho وجود دارد. گزارش شد که کوموهو از مقادیر بیش از حد لاستیک بازیافتی به عنوان مواد خام برای کاهش هزینه‌ها استفاده می‌کند که می‌تواند منجر به برآمدگی دیواره جانبی تایرها و احتمال پارگی آن شود.بلافاصله پس از پخش برنامه، کومهو تایرز بیانیه ای منتشر کرد که این ادعاها را تکذیب کرد. توضیح داد که نسبت لاستیک بازیافتی باید بر اساس وزن محاسبه شود، نه بر اساس کمیت، و اینکه «تکیه به فیلم‌های ویدئویی برای تعیین کیفیت لاستیک‌ها نادرست بود». در ۲۱ مارس ۲۰۱۱، رئیس کومهو تایر (کیم جونگ هو) و رئیس کومهو تایر چین (لی Hanxie) یک بیانیه رسمی عذرخواهی از طریق دوربین مدار بسته منتشر کردند و همه محصولات آسیب دیده را فراخوان دادند.
در سال ۲۰۱۷، اعلام شد که سازنده چینی تایر Doublestar [zh] اکثریت سهام کومهو تایر را به دست خواهد آورد. این معامله در سال ۲۰۱۸ نهایی شد و شرکت پس از آن از گروه Kumho Asiana خارج شد.